# Wełtyń

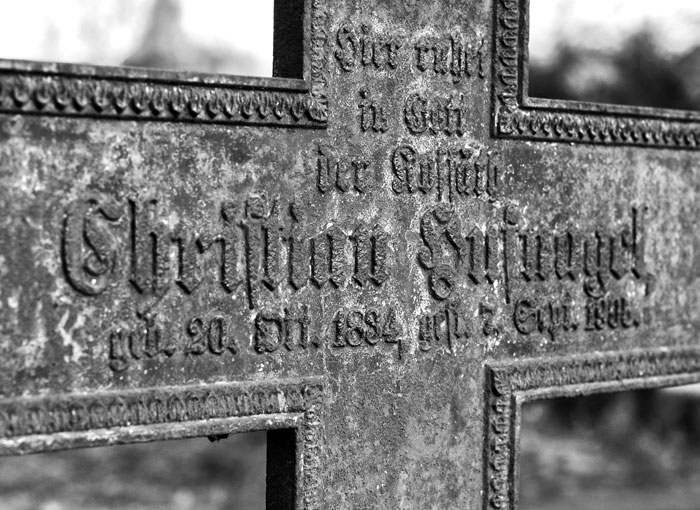
Poniemiecki krzyż żeliwny na wełtyńskim lapidarium

Wełtyń (do 1945 niem. Woltin) – wieś w Polsce położona w województwie zachodniopomorskim, w powiecie gryfińskim, w gminie Gryfino.
W latach 1945–54 siedziba gminy Wełtyń. W latach 1975–1998 miejscowość administracyjnie należała do województwa szczecińskiego.
Wełtyń posiadał w XVI i XVII wieku prawa miejskie.
Wieś położona jest nad malowniczym jeziorem Wełtyń. Na jeziorze są położone trzy wyspy. Dwie z ośrodkami turystycznymi – domki letniskowe. Ze wsi w okresie letnim odbywają się przewozy osób łodziami motorowymi na obydwie wyspy.

## Historia
Wełtyń od początku swojego istnienia był nazywany różnie Woltina, Woltin, Woltyna, Woldyn. Początki istnienia osadnictwa na tych terenach nie jest dokładnie znany. Archeolodzy odnaleźli ponad 30 stanowisk dowodzących istnienia działalności człowieka w młodszej epoce kamienia – neolitu (8000 - 4500 tys. lat p.n.e.). Na wzniesieniach w okolicy Wełtynia zlokalizowano i częściowo przeprowadzono badania olbrzymiej osady łużyckiej.
Pierwszy ślad w kronikach pojawił się w roku 1212, książę pomorski Bogusław II uregulował dokumentem wystawionym w Kamieniu Pomorskim sprawy spadkowe potomków Warcisława II Świętoborzyca, (fundatora klasztoru kołbackiego) z Cystersami.
Duże znaczenie dla losu i przyszłości tych ziem miało założenie w II połowie XII wieku klasztoru kołbackiego. Istnieją liczne przesłanki, iż Wełtyń stanowił centrum pola (okręgu grodowego) wełtyńskiego, a ono z kolei część kasztelanii pyrzyckiej. Domniemana "Ziemia Wełtyńska" graniczyła na południu z Ziemia Widuchowską, na wschodzie Kołbacką, na północy Szczecińską. Granica zachodnia przebiegała na Odrze. W Wełtyniu do czasów współczesnych zachowało się grodzisko średniowieczne, ale zostało przebadane tylko powierzchnie. W roku 1222 Wełtyń pojawia się w dokumencie książęcych. Książę Bogusław II potwierdził wówczas prawa cystersów kołbackich do tych ziem. Już w 1226 roku istniał w Wełtyniu wolny targ, wzmiankowany następnie w 1255 i 1282 r. Dzięki niemu osada rozwinęła się w dużą wieś, która zdaniem historyków niemieckich posiadała w XVI i XVII wieku prawa miejskie, a pieczęć miejska zachowała się do roku 1784.

## Zabytki
- Zabytkowy kościół pw. św. Matki Bożej Różańcowej, dawniej św. Szczepana. Pierwszy zapis o istnieniu parafii pochodzi z 1299 r., patronat nad nią sprawował wtedy kościół Mariacki w Szczecinie. Obecna budowla została wzniesiona w II połowie XV wieku, a wieżę i zakrystię dobudowano na przełomie XV/XVI w. Pozostałe istotne przebudowy miały miejsce w 1690 i 1784 roku. Najcenniejszym elementem wnętrza świątyni są malowidła z I połowy XVI wieku pokrywające niemal całą powierzchnię ścian nawy. Przedstawiają one historię Zbawienia. Malowidła nie odpowiadające po 1534 roku protestanckiemu charakterowi wnętrza zostały pokryte tynkiem przed 1690 rokiem. W czasie prac remontowych w roku 1961 zostały ponownie odkryte i poddane konserwacji.
- Grodzisko średniowieczne, przebadane powierzchownie przez archeologów w 1971 r.
- W murze dawnego cmentarza przykościelnego zachowała się bramka cmentarna z XV wieku[3].

## Kopalnia Wełtyń
Złoże kruszyw jest zlokalizowane w pobliżu miejscowości Wełtyń. Ma ono wyznaczony obszar i teren górniczy o powierzchni 18 263 m². Koncesję na wydobywanie kruszywa naturalnego z tego złoża posiada prywatna firma. Przedsiębiorca wydobywający ze złoża kopalinę, po jej wydobyciu został zobowiązany do przeprowadzenia pełnej rekultywacji terenu kopalni, zgodnie z miejscowym planem zagospodarowania przestrzennego gminy oraz ustawą o ochronie gruntów leśnych i rolnych.
Zasoby kruszyw naturalnych zalegających w obrębie złoża Wełtyń – surowców ilastych ceramiki budowlanej o zasobach bilansowych określa się na 275 tys. ton. Ze względu na bardzo niską jakość zalegającego w nim surowca, niską wartość ekonomiczną oraz położenie w bezpośrednim otoczeniu obszarów znajdujących się pod ochroną prawną jest to złoże kwalifikujące się do wykreślenia z ewidencji kopalin.